# Ulrike Seyboth

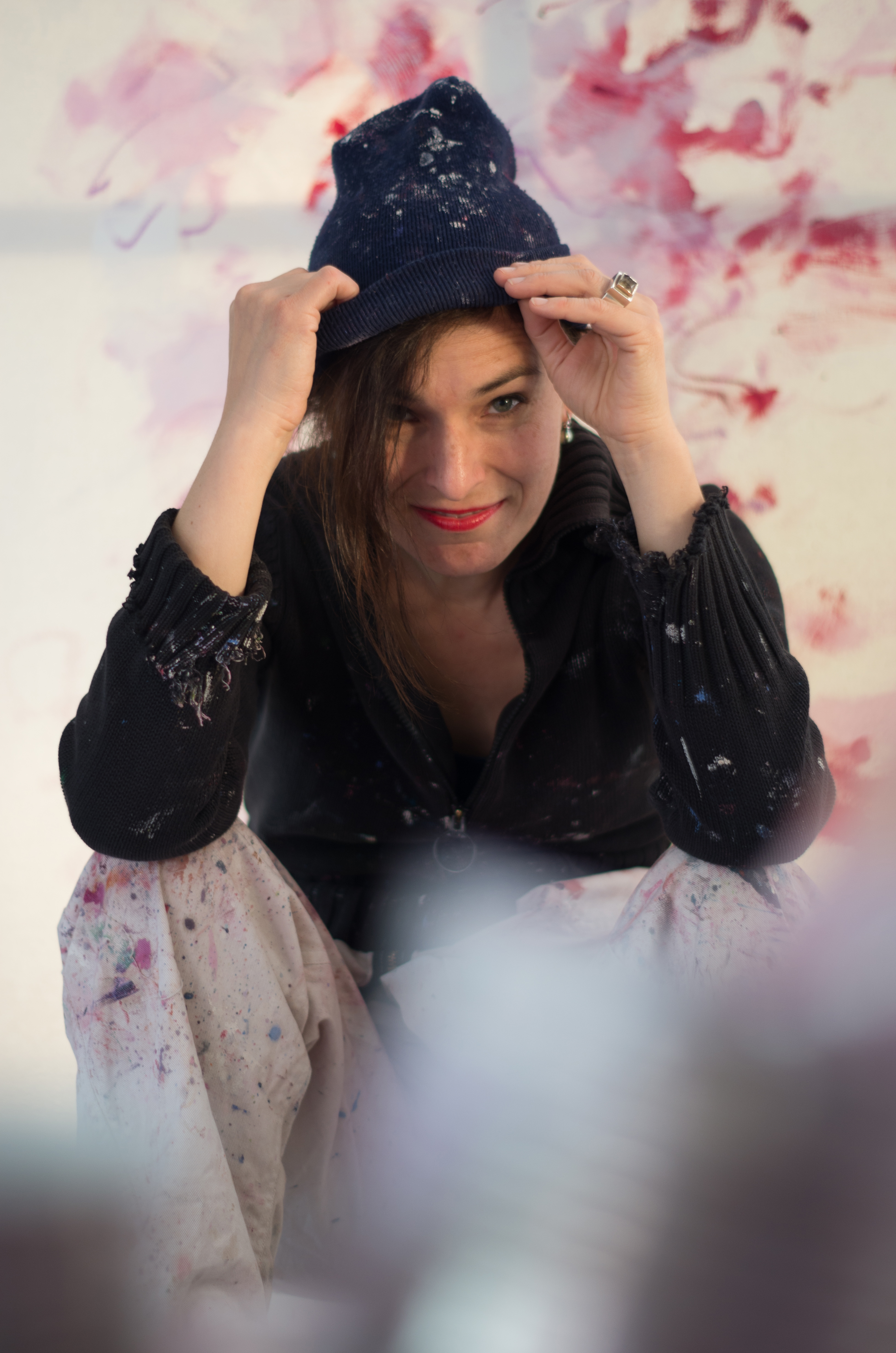
Ulrike Seyboth (2016)

Ulrike Seyboth (* 1970 in Schneeberg, Erzgebirge) ist eine deutsche Malerin.

## Leben
Ab 1992 studierte Ulrike Seyboth Malerei an der Kunsthochschule Berlin-Weißensee (Diplom) und wurde 1999 Meisterschülerin bei Dieter Goltzsche. 1995 erhielt sie eine sechsmonatige ERASMUS-Förderung in Salamanca und 1999 bis 2000 ein Stipendium des Berliner Kultursenats an der Cité Internationale des Arts de Paris. Sie lebte und arbeitete bis 2009 in Montreuil und in der Bourgogne. Diese Zeit prägte ihr Werk nachhaltig.
2011 begann sie eine Zusammenarbeit mit dem Bildhauer und Zeichner Ingo Fröhlich, mit welchem sie seit 2012 die Ausstellungsreihe Ich zeichne die Zeit, du malst den Moment an verschiedenen Orten der Welt als atelier vagabond realisiert.
Gemeinsam mit Ingo Fröhlich gründete sie 2014 den Verein Torstraße 111 – Forum für zeitgenössische Kunst Berlin e. V. und ist maßgeblich an der Leitung und an der kuratorischen Arbeit in den Galerieräumen des Kunst- und Projekthauses beteiligt, welches 2019 eine Publikationsförderung des Kunstfonds Bonn erhielt.
Ulrike Seyboth lebt in Berlin und im französischen Languedoc. Sie ist Mitglied im Verein der Berliner Künstlerinnen 1867 e. V. (VdBK).

## Werk
Ulrike Seyboths Schwerpunkt ist Malerei auf Papier und Leinwand.

Ihre Bilder waren in großen öffentlichen Ausstellungen zu sehen und sind in privaten und öffentlichen Sammlungen, darunter in der Kunstsammlung Jena, in der Fondation Le Réservoir Sète (Frankreich) und dem BLMK (Brandenburgisches Landesmuseum für moderne Kunst) oder den Musées de Sens (Frankreich), vertreten.

## Förderungen und Auszeichnungen (Auswahl)
- 2022 Wettbewerbsgewinnerin, Kunst am Bau in Berlin, mit Ingo Fröhlich[3]
- 2022 Residenzstipendium, Fondation Gilbert Ganivenq, Le Réservoir, Sète, Frankreich
- 2020 Residenzstipendium, Stiftung Kunstdepot Göschenen, Schweiz
- 2019 Publikationsförderung, Stiftung Kunstfonds Bonn
- 2018 Residenzstipendium, Ministerium f. Wirtschaft, Forschung, Kultur, Schloss Wiepersdorf
- 2013 Nominierung für den Wilhelm-Morgner-Preis, Soest
- 2012 Residenzstipendium, Goethe-Institut/HIAP auf Suomenlinna, Helsinki, Finnland
- 2011 Arbeitsstipendium der Hans und Charlotte Krull Stiftung, Berlin
- 2009 Nominierung für den Prix de Vitry/Paris, Frankreich
- 1999–2000 Residenzstipendium der Senatsverwaltung Berlin, Cité des Arts de Paris, Frankreich

## Ausstellungen | Partizipationen | Kunst am Bau  (Auswahl)
- 2023 Realisierung der Klangskulptur ALLES SCHWINGT!, Kunst am Bau, Berlin (mit Ingo Fröhlich)
- 2023 Galerie Fenna Wehlau, München
- 2022 Maison de Heidelberg, Montpellier, Frankreich (mit Ingo Fröhlich)
- 2022 Brandenburgisches Landesmuseum für moderne Kunst, Frankfurt (EA mit Ingo Fröhlich)
- 2022 Le Réservoir, Sète, Frankreich (EA mit Ingo Fröhlich)
- 2021 Musée des Sens, Sens, Frankreich (EA mit Ingo Fröhlich)
- 2020 Guardini Stiftung, Berlin (EA mit Ingo Fröhlich)
- 2019 Käthe-Kollwitz-Museum, Berlin
- 2019 Fondation du Pioch Pelat – ARPAC, Montpellier/Castelneau, Frankreich[4]
- 2015 Village des Arts et Métiers – PARC, Octon, Frankreich[5]
- 2014 Städtischen Museen/Kunstsammlung Jena (EA mit Ingo Fröhlich)
- 2013 Kurt-Tucholsky-Literaturmuseum, Schloss Rheinsberg (EA)
- 2013 Museum Wilhelm Morgner-Haus, Soest
- 2012 Museum FLUXUS+, Potsdam
- 2011 Georg-Kolbe-Museum, Berlin

## Publikationen (Auswahl)
- ATELIER VAGABOND | JE DESSINE LE TEMPS, TU PEINS L'INSTANT (Ich zeichne die Zeit, Du malst den Moment, mit Ingo Fröhlich),  Herausgeber: Musées de Sens, Guardini Galerie Berlin, Verlag DISTANZ, 2021, Hardcover, ISBN 978-3-95476-398-6
- TOR 111 – Zwanzig Jahre des Kunst- und Projekthauses in Berlin-Mitte, Herausgeber: Ulrike Seyboth, Ingo Fröhlich, Lukas Verlag Berlin, 2020, Hardcover, ISBN 978-3-86732-366-6
- Neue Positionen, Verein der Berliner Künstlerinnen 1867, Herausgeberin: Anna Havemann, Berlin 2018, ISBN 978-3-7319-0812-8.
- Himmel Blau und Rosa Rot – 17 Positionen zur Malerei, Text: Annette Tietz, Herausgeber: Galerie Pankow, Berlin, 2017
- Ulrike Seyboth, Ingo Fröhlich – Ich zeichne die Zeit, du malst den Moment/Im Dialog mit Jena, Text: Erik Stephan, Kunstsammlung Jena, Städtische Museen, 2014, Hardcover, ISBN 978-3-942176-81-1
- Ulrike Seyboth, Ingo Fröhlich – Ich zeichne die Zeit, du malst den Moment, Texte: Heinz Stahlhut, Robert Kudielka, Lukas Verlag, Berlin, 2013, Hardcover, ISBN 978-3-86732-168-6
- Hotspot Berlin, Texte: Dr. Eugen Blume, Sebastian Strenger, artkapital verlag, Berlin, 2011, ISBN 978-3-94211-891-0
- Ulrike Seyboth – c’est la vie – dispositionen, Texte: Klaus Hammer, Herausgeberin: Ulrike Seyboth, 2009
- Ulrike Seyboth – Zeichnungen, AGalerie Mitte, Berlin, Text: Dirk Schumann, 2000
- TRY V, Herausgeber: Galerie Parterre, Berlin, 2000
- Ulrike Paola Seyboth – pintura, dibujo, céramica, Text: Dirk Schuman, Casa de las Conchas, Salamanca, Spanien, 1999